# Popov Djal
Popov Djal (bulgariska: Попов Дял) är ett berg i Bulgarien.   Det ligger i regionen Sofijska oblast, i den västra delen av landet, 25 km sydost om huvudstaden Sofia. Toppen på Popov Djal är 1 192 meter över havet, eller 364 meter över den omgivande terrängen. Bredden vid basen är 19,7 km.
Terrängen runt Popov Djal är huvudsakligen kuperad, men åt sydost är den platt. Närmaste större samhälle är Elin Pelin, 12,1 km norr om Popov Djal.
I omgivningarna runt Popov Djal växer i huvudsak blandskog. Runt Popov Djal är det ganska tätbefolkat, med 52 invånare per kvadratkilometer.